# ヨハン・ゴットリープ・フィヒテ
ヨハン・ゴットリープ・フィヒテ（Johann Gottlieb Fichte ドイツ語: [ˈjoːhan ˈɡɔtliːp ˈfɪçtə]、1762年5月19日 - 1814年1月27日）は、ドイツの哲学者。先行のイマヌエル・カントの哲学に大きく影響を受け、のちのG.W.F.ヘーゲルやフリードリヒ・シェリングらに影響を与えたドイツ観念論の哲学者である。息子のイマヌエル・フィヒテ(通称:小フィヒテ)も哲学者。ナポレオン占領下のベルリンでの講演「ドイツ国民に告ぐ」で広く知られる。

## 生涯
ドレスデン近郊の寒村ランメナウの農家の息子として生まれた。貧困のため修学できず、近くの教会で行われた説教や親族に聞かされたゲルマン神話などを糧に少年時代をすごす。教会で聞いた説教の全てをほぼ完璧に覚えていたため、たまたま教会で説教を聴きそこなった貴族ミリティツ侯にそれを聞かせたところ、侯から学資の援助をしてもらえることになった。
そこで、後にドイツの名門校プフォルタ学院に進学（ここは後にニーチェやランケも通う）、ここからイェナ大学へと進学することができた。しかし、ミリティツ侯が死去し学資が止まったため、26歳のとき大学での研究は潰える。自殺を決心するほどの貧困に苦しんだが、友人の紹介でスイスにおいて家庭教師の職を得る。そこで、カント哲学を教材として扱い、カントの哲学に興味を覚え、1791年に70歳近くになったカントのいるケーニヒスベルク(現在のカリーニングラード)を訪ねる。そこで、カントの実践理性批判を元に宗教概念を論じた処女作『あらゆる啓示批判の試み』をカントの仲介で出版。一躍、著名になる。

翌年にはイェーナ大学教授に就任。この頃の大学での講義における「人がどんな哲学を選ぶかはその人間がどんな人間かによる」という言葉が有名。『全知識学の基礎』などを著す。1799年には、神概念のあり方をめぐり、無神論論争を引き起こした。結局無神論者のレッテルを貼られ、イエナを去った。後に、主としてベルリンに滞在した。このころに、『人間の使命』などを著す。一般に1801年以降を後期思想とよぶ。後期思想では自我概念が後退し、絶対者あるいは神が中心的な主題として現れてくる。この神はキリスト教の神そのままではなく、自由な道徳的主体の総体である我々（das Wir）を可能にする根拠であり、そのような神的な性格をもつものとしての絶対者をいう。ベルリン大学が開講されると、その初代の哲学教授に就任した。ナポレオン1世のベルリンの占領下で一般大衆向けに行われた講演『ドイツ国民に告ぐ』、『浄福なる生への指教』などを行う他、知識学の講義も行っている。

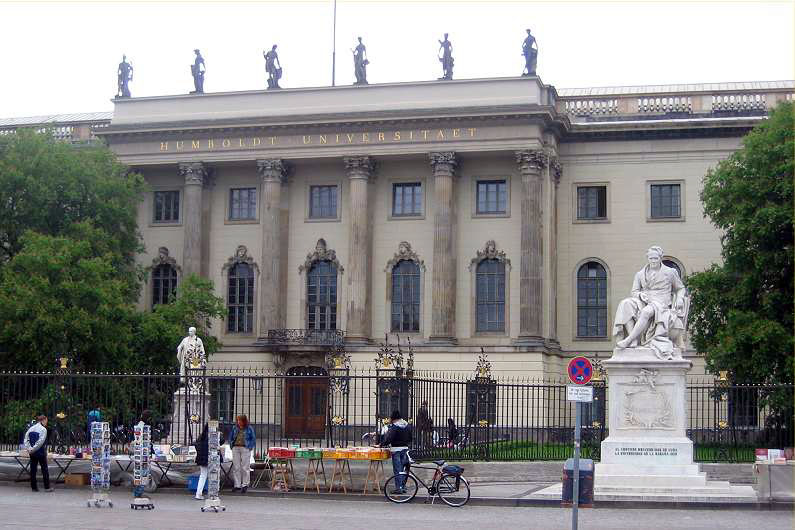
ベルリン大学(現在はフンボルト大学)

スイスの教育者ペスタロッチにも傾倒。自らも『学者の使命・学者の本質』を著した。
晩年はリューマチ熱に苦しんだ。ナポレオンがプロイセンから敗退した後、混乱する国内の救援に夫人がボランティア看護婦として参加したが、その間にチフスに感染した。夫人を看護し続けたフィヒテもチフスに感染、間もなく急死。51歳であった。遺体はベルリンのドローデン墓地へ埋葬された。フィヒテの後にはヘーゲルがベルリン大学教授として招聘された。後年、ヘーゲルの強い希望により、ヘーゲルの遺体はフィヒテの墓のとなりに埋葬されることになった。現在は、フィヒテ夫婦とヘーゲル夫婦の墓が隣り合わせに並んでいる。

## 国家哲学と反ユダヤ主義
当初、フランス革命の熱心な支持者であったフィヒテは「フランス革命についての大衆の判断を正すための寄与」(1793年) で革命を理論的に根拠づけるとともに、ユダヤ人がドイツにもたらす害について述べた。フィヒテは「ユダヤ人から身を守るには、彼等のために約束の地を手に入れてやり、全員をそこに送り込むしかない」「ユダヤ人がこんなに恐ろしいのは、一つの孤立し固く結束した国家を形作っているからではなくて、この国家が人類全体への憎しみを担って作られているからだ」とし、ユダヤ人に市民権を与えるにしても彼らの頭を切り取り、ユダヤ的観念の入ってない別の頭を付け替えることを唯一絶対の条件とした。一方、1795年段階でフィヒテはこのような反ユダヤ的発言を反省する趣旨の発言を行っており、またユダヤ人であるヤコービなどに対しては若いころから（そして無神論論争を経ても変わらず）尊敬の念を抱いていた。当時のユダヤ人知識人においても伝統的ユダヤ人社会に対する同様の批判は見られるため、こうした反ユダヤ思想家としてのフィヒテ像は一面的であるというのが主流である。フィヒテは国家を、（国家にも）譲り渡すことのできない個人の自由が開花するためのを陶冶機関として捉える。そのため、法的段階、道徳的段階を経て国民の自由が十分開花した暁には、国家は廃棄されると考えていた。国家とは個人の自由と万人の調和を達成するための道具であり、最終的には止揚されるべき存在であった。
ナポレオン戦争中の1807年12月から翌1808年にかけてフランス軍占領下のベルリン学士院講堂において、フィヒテは『ドイツ国民に告ぐ』を連続講演した。この講演では、フランス文化に対するドイツ国民文化の優秀さを説き、また、ドイツ国民の統一、ドイツ人の内的自由、商業上の独立を主張し、ドイツ国民精神を発揚しドイツ解放戦争を準備する力となった。こうしたフィヒテはドイツ国民の優位性の根拠を、ドイツ語が根源的思考を表現しうるという特性に求める。同時に『愛国主義とその反対』においては、愛国心と世界市民主義が不可分であるとされる。彼にとって世界市民として人類の発展を志向することと、その目標を自身の置かれた場所で果たすことは同じ事柄であった。その点でフィヒテ国家論には、自文化中心主義と世界市民主義が混在している。
このようなフィヒテの国家観はフリードリヒ・シェリング、アダム・ミューラー、フリードリヒ・シュライアマハーによって支持された。他方20世紀初期のシオニストもフィヒテを国民としての強い自覚によって道徳性を高める思想の先駆者とみなし、反シオニストのユダヤ系哲学者ヘルマン・コーエンもフィヒテは国民が全体の自由に奉仕するという旧約聖書の理想を認めたと称賛した。

## 著作

### 知識学
- Über den Begriff der Wissenschaftslehre oder der sogenannten Philosophie (1794) (Digitalisat und Volltext - Deutschen Textarchiv)
- Grundlage der gesamten Wissenschaftslehre (1794/1795)『全知識学の基礎』
- Wissenschaftslehre nova methodo (1796–1799)
- Versuch einer neuen Darstellung der Wissenschaftslehre (1797/1798)
- Die Wissenschaftslehre (1804) sowie folgende Ausgaben (1812) und (1813).

### その他
- Versuch einer Critik aller Offenbarung (1792) [14](『あらゆる啓示批判の試み』)
- Beitrag zur Berichtigung der Urteile des Publikums über die französische Revolution (PDF; 1 MB) (1793)「フランス革命についての大衆の判断を正すための寄与」(1793年)[15]
- Einige Vorlesungen über die Bestimmung des Gelehrten (1794)『学者の使命・学者の本質』
- Grundlage des Naturrechts (1796)
- Das System der Sittenlehre nach den Principien der Wissenschaftslehre (1798)
- Appellation an das Publikum über die durch Churf. Sächs. Confiscationsrescript ihm beigemessenen atheistischen Aeußerungen. Eine Schrift, die man zu lesen bittet, ehe man sie confsicirt (1799)
- Der geschlossene Handelsstaat. Ein philosophischer Entwurf als Anhang zur Rechtslehre und Probe einer künftig zu liefernden Politik (1800)
- Die Bestimmung des Menschen (1800)『人間の使命』
- Friedrich Nicolais Leben und sonderbare Meinungen (1801)
- Philosophie der Maurerei. Briefe an Konstant (1802/03)
- Die Grundzüge des gegenwärtigen Zeitalters (1806)
- Die Anweisung zum seligen Leben oder auch die Religionslehre (1806)『浄福なる生への指教』
- Ueber das Wesen des Gelehrten, und seine Erscheinungen im Gebiete der Freiheit (1806)
- Reden an die deutsche Nation (1807/1808) (Digitalisat und Volltext - Deutschen Textarchiv)『ドイツ国民に告ぐ』
- Das System der Rechtslehre (1812)

### 日本語訳
日本語版「フィヒテ全集」（晢書房、1995-2016年）
- 第1巻：初期宗教論・啓示批判
- 第2巻：初期政治論
- 第3巻：初期哲学論集
- 第4巻：初期知識学
- 第5巻：言語論・解釈学・文学作品
- 第6巻：自然法論
- 第7巻：イェーナ時代後期の知識学
- 第8巻：論理学・形而上学講義
- 第9巻：道徳論の体系
- 第10巻：哲学評論・哲学的書簡集
- 第11巻：無神論論争・人間の使命
- 第12巻：一八〇一‐〇二年の知識学
- 第13巻：一八〇四年の『知識学』
- 第14巻：一八〇五‐〇七年の知識学
- 第15巻：現代の根本特徴・幸いなる生への導き
- 第16巻：封鎖商業国家論　国家論講義
- 第17巻：ドイツ国民に告ぐ・政治論集
- 第18巻：超越論的論理学・自然哲学
- 第19巻：ベルリン大学哲学講義 1
- 第20巻：ベルリン大学哲学講義 2
- 第21巻：社会哲学講義
- 第22巻：教育論・大学論・学者論
- 第23巻：ベルリン大学哲学講義 3
- 補巻：フィヒテの生涯　フリッツ・メディクス

新訳版
- 『ドイツ国民への講話』 山脇直司 監訳、栩木憲一郎 訳。ISBN 9784814005017

京都大学学術出版会「近代社会思想コレクション 35」、2023年
- 『浄福なる生への導き』 高橋亘訳・堀井泰明改訂・補訳、平凡社ライブラリー、2000年
- 『啓示とは何か　あらゆる啓示批判の試み』 北岡武司訳、法政大学出版局〈叢書・ウニベルシタス〉、1996年
- 『フランス革命論　革命の合法性をめぐる哲学的考察』 桝田啓三郎訳、法政大学出版局〈叢書・ウニベルシタス〉、1987年
- 『フィヒテ‐シェリング往復書簡』、ワルター・シュルツ解説、座小田豊・後藤嘉也訳、法政大学出版局〈叢書・ウニベルシタス〉、1990年